# Hängband
Hängband (suspension tape, bandes de suspension, nastro supporto per disegni) är ett hjälpmedel för att kunna arkivera stora dokument, såsom ritningar och kartor, då dessa skall arkiveras i vertikalskåp med gafflar.  
Hängbandet består av en hålad självhäftande papp- eller plastremsa som fästes vid dokumentet som härvid skonsamt kan hängas utan slitage på ritytor. 
Skåpfabrikat: Alpia, Atal, Agepa, Elite, Graphiteque, Kind, Plano-kind, Mason, Möbus, Nova.

Hängband kallas även det band i vilket en seglare kan luta/hänga sig ut över relingen med för att balansera/stabilisera segelbåten i sidled och därmed möjliggöra en högre fart.